# Hôtel Kyle
L'hôtel Kyle – ou Kyle Hotel en anglais – est un ancien hôtel américain à Temple, dans le comté de Bell, au Texas. Cet immeuble dont les volumes de la base rappellent l'architecture Pueblo Revival a été construit en 1928. Il est inscrit au Registre national des lieux historiques depuis le 5 août 1993.